# باري باري
باري باري (بالإنجليزية: Pare-Pare)‏ هي مدينة تقع في إندونيسيا في سولاوسي الجنوبية. يقدر عدد سكانها بـ 129,542 نسمة .

## أعلام
- يوسف حبيبي